# Ophionereis variegata
Ophionereis variegata is een slangster uit de familie Ophionereididae.
De wetenschappelijke naam van de soort werd in 1879 gepubliceerd door Peter Martin Duncan.